# Rolão
Rolão, Rolo ou Rolfo (em nórdico antigo: Hrólfr; em norueguês: Rolf; em latim: Rollon; em latim: Rollo/Rolphus; 860-932), melhor conhecido com Rolão, o Caminhante e Rolão, o Andarilho (em nórdico antigo: Göngu-Hrólfr; em norueguês:  Gange-Rolf; em sueco:  Gångerolf) e às vezes Rolão, filho de Ragnualdo (em nórdico antigo: Hrólfr Rögnvaldsson), foi um líder viquingue, fundador e primeiro governante do Ducado da Normandia no período de 911 a 927.

## Nome
A denominação Rolão é a versão em latim do seu verdadeiro nome em nórdico antigo, Hrólfr, cujo significado é "lobo famoso". Nas fontes medievais islandesas, Rolão é referido como Göngu-Hrólfr ou Ganger-Hrolf, de tradução "Hrólfr, o Andarilho". Teria recebido esse apelido por ser tão grande e nenhum cavalo conseguir carregá-lo, sendo forçado a andar a pé. É também sugerido que esta alcunha deve-se ao fato de que ele não tinha residência fixa, ser sem terra. Em escandinavo antigo existe a expressão gongumadr onde o prefixo gongu significa errante e madr homem. Em documentos normandos ducais, escritos em latim, o seu nome é encontrado também como Rollonem ou Rolphus. Na crônica em verso Roman de Rou (Romance de Rou), escrita no século XII pelo poeta normando Wace e encomendada por um descendente de Rolão, o rei Henrique II de Inglaterra, foi usada a variante ortográfica Rou. Esta designação influenciou o nome de regiões na Normandia tais como Roumare e Rouville (Seine-Maritime). Segundo historiadores medievais, após converter-se a religião cristã, Rolão adotou o nome Roberto devido ao seu padrinho de batismo ser Roberto I de França.

## Conquista da Normandia
A França, assim como outras regiões, sofria com constantes ataques dos povos viquingues que a saqueavam impondo-se pela força. Diferentemente de alguns outros viquingues, a verdadeira intenção de Rolão era encontrar um local para se fixar. Assim, diante da força invasora o Rei Francês Carlos, o Simples com a ajuda de Bernardo, o Dano concordou em entregar uma ampla região costeira ao controle viquingue em troca da interrupção das invasões e saques. Esse acordo foi selado em 911, no Tratado de Saint-Clair-sur-Epte, que concedeu a Rolão a região em torno da cidade do Ruão, posteriormente denominada Normandia em referência à origem geográfica do povo que a ocupou.[carece de fontes?]
Todos os Reis Franceses se ressentiam da "perda" da Normandia e a relação com os duques que a controlavam nunca foi totalmente pacífica, embora estes fossem vassalos daqueles. [carece de fontes?]
Em 927, Rolão passou o feudo da Normandia para seu filho Guilherme Espada-Longa. O seu tetraneto Guilherme da Normandia tornou-se rei de Inglaterra ao conquistá-la em 1066, fazendo de Rolão o ascendente indireto de todos os monarcas Ingleses da dinastia plantageneta.[carece de fontes?]
Após alguns séculos, o Rei João sem Terra da Inglaterra, irmão de Ricardo Coração de Leão que, como seus ascendentes, também era conde da Normandia, acabou por perder o controle daquela região para Filipe III de França, filho de São Luís.[carece de fontes?]

## Origens
Existem divergências entre os historiadores sobre a origem do fundador da Normandia, pois as fontes medievais se contradizem quanto à sua nacionalidade e família. O cronista franco Riquero em sua obra Histórias (Histoires), composta entre 992 e 998, escreveu que Rolão era filho de Ketill. Esta filiação é aceita pelo historiador David Crouch, enquanto o biógrafo de Rolão, Pierre Bouet, afirma que Riquero confundiu a paternidade de Rolão com a de outro chefe viquingue, Bjorn, o qual era filho de Ketil Flatnef.
No final do século X, o monge Dudo de Saint Quentin relatou na História dos Normandos (Historia Normannorum) que Rolão era oriundo da Dinamarca. A obra foi encomendada pelo neto de Rolão, Ricardo I da Normandia, e o cronista teve acesso a informações através da esposa de Ricardo, Gunora  e, principalmente, o irmão do duque, Rodúlfo de Ivry. Segundo Dudo, Rolão era filho de um nobre e tinha por irmão Gurim. Após a morte do pai, eles foram ameaçados de expulsão e confisco de propriedades pelo rei. Os irmãos deram início a uma revolta que desencadeou uma guerra de cinco anos. Ao ser derrotado numa emboscada, na qual Gurim morreu, Rolão foi forçado a exilar-se na ilha de Escanza com seus seguidores.
O especialista em Escandinávia medieval Regis Boyer considerou esta origem como provável e classificou a Normandia como uma conquista dinamarquesa, uma vez que a arqueologia e toponímia indicam que os homens que integravam o exército do Rolão e ajudaram a colonizar o ducado eram, em sua maioria, da Dinamarca. David Crouch afirma que quando a tradição histórica normanda foi escrita, o termo dinamarquês era muito abrangente em seu significado e uso. Os dinamarqueses exerciam supremacia sobre grande parte dos reinos nórdicos, sendo provável que os cronistas não faziam distinção entre aqueles, os suecos, e os noruegueses.
Em 1090, o monge beneditino Godofredo Malaterra afirmou que Rolão saiu da Noruega com sua grande frota para pilhar os reinos cristãos. No século XII, o historiador inglês Guilherme de Malmesbúria declarou que Rolão pertencia a uma linhagem nobre e decadente norueguesa. Na mesma época, o cronista Benoît de Sainte-Maure na Crônica dos Duques da Normandia (Chronique des ducs de Normandie) relatou que Rolão nasceu em Fasge. Este lugar tem sido interpretado como sendo Faxe, na ilha Zelândia (Dinamarca) ou Fauske, localizada no distrito de Hologalândia (Noruega).As sagas islandesas Heimskringla e Orkneyinga, compostas no século XIII, foram as primeiras a se referir a ele como "o Andarilho". As mesmas fontes afirmam que Rolão nasceu em Møre, oeste da Noruega, no final do século IX e que seus pais eram o jarl Rognualdo Eysteinsson e sua esposa Ragnilda Hrólfsdóttir. As sagas relatam que tinha três irmãos: Hallad, Einar e Hrollaug. Ele teria sido banido da Noruega pelo rei Haroldo I da Noruega após roubar gado e praticar saques no reino. Outro manuscrito deste período, História da Noruega (Historia Norwegiæ) descreveu o papel importante de seu pai Rognualdo e familiares na colonização das ilhas Órcades, no norte da Escócia.
O relato das sagas de que Rolão era norueguês é aceito pelos historiadores David Charles Douglas e Torgrim Titlestad. Eles argumentam que resta pouca dúvida quanto à ascendência norueguesa do líder normando, devido a abundância de detalhes sobre sua vida e família na literatura norueguesa e islandesa medieval, enquanto que nas fontes dinamarquesas do mesmo período, tais como as de Saxão Gramático, não existem quaisquer menções a ele. David Crouch considera estas sagas como tradições históricas muito tardias e pouco confiáveis no tocante à eventos do século IX. De acordo com a arqueóloga Marika Mägi, a autenticidade histórica das narrativas nórdico-islandesas é muito debatida. As informações contidas nas sagas devem ser tratadas com cautela, pois são registros de eventos transmitidos através de gerações pela tradição oral, mas provavelmente baseiam-se em fatos históricos.
Na opinião de Pierre Bouet, a questão de suas origens do fundador da Normandia é complexa, dadas as realidades políticas, culturais e territoriais da Europa do norte no século IX. A Dinamarca, a Noruega e a Suécia ainda não eram diferenciadas enquanto unidades políticas, pois não havia ainda um governo centralizado nem fronteiras bem estabelecidas. Além disso, os povos escandinavos da época falavam a mesma língua e o nome nórdico de Rolão, Hrólfr, era bastante comum por toda a Escandinávia bem como nas colônias viquingues.

## Relações Familiares
Casou-se com a nobre franca Popa de Bayeux, filha de Berengário II da Nêustria, com quem teve Guilherme I da Normandia e Adela (nome nórdico: Gerloc ou Gerlaug) a qual casou com Guilherme III da Aquitânia "o Cabeça de Estopa". De acordo com cronistas medievais, Rolão casou-se em 912, após a sua conversão ao cristianismo, com Gisela de França, filha de Carlos III de França "o Simples". O casamento e a existência da princesa suscitam debates entre os historiadores. A união não gerou filhos. 

## Na cultura popular
- Ele é o tema da peça Rollo Duke of Normandy, também conhecida como The Bloody Brother, escrita por John Fletcher, Philip Massinger, Ben Jonson e George Chapman.
- Na série de televisão Vikings do canal History, Rollo é interpretado pelo irlandês Clive Standen, onde é o irmão de Ragnar Lothbrok, diferentemente do verdadeiro duque.